# 高宗武
高宗武（1905年—1994年），中华民国重要外交官，外交部亚洲司司长。為中日戰爭時蔣介石對日交涉的重要心腹和關鍵人物。早年留学日本，抗战前期进入外交领域，29岁担任外交部亚洲司司长的职务，专门从事对日外交工作，是当时国民政府里最年轻的高级外交官员。抗战全面爆发后，高宗武接受特殊任务，在香港负责对日情报工作。曾随汪精卫去上海，参与“汪日密约”的谈判，擔任汪精衛的外交部副部長。后与陶希圣一起逃离上海，揭露汪日签订卖国密约内容，制造了轰动一时的高陶事件。

## 生平

### 早年生活
高宗武生於1905年浙江樂清，1928年，入九州帝国大学法學部學習政治學，又於1931年畢業後進入東京帝國大學，肄業。1932年，回國後在南京中央大學教授政治學，兼中央日報特約記者。1923年春，赴日、朝旅行觀察，9月，任中日通郵談判委員，受汪精衛任命為外交部亚洲司日本科科長，再升任司長。1924年11月，汪精衛遇刺後，張群繼任外交部長，高宗武更受重用。
高宗武對於抗日戰爭的前景并不樂觀，主張和平運動，是低調俱樂部的成員之一。在該政治團體中，與周佛海等人并列為主要成員。高宗武精通日語，于汪精衛擔任外交部長期間，曾充當他的日語翻譯。

### 中日談判

#### 蔣中正國民政府
在中日開戰前期，高宗武在中日談判的過程中發揮重要作用。自1937年盧溝橋事變至淞滬會戰，多次与國民黨領袖汪精衛、蔣介石進行會談。
高宗武認爲，中國不可能獨自贏得戰爭，所以必須和日本展開接觸談判。
此番言論得到汪、蔣二人的認可。
1937年12月13日，南京沦陷不久后，高宗武辞去外交部亞洲司司長一職，前往香港。表面上聲稱是為掌調戰爭情報，实际上是在周佛海等低调俱乐部官員的授意下，与日方主和派官員持續接觸。
1937年底，高宗武因肺結核復發于内地修养一段時日，期間由其在外交部的一名友人继续他的工作。此人成功在1938年1月上海与松冈洋右的門生，日本商人西義章会面。
1938年2月15日，此人通过西義章的关系访问日本东京，与日本軍政界主張對華戰爭不擴大派成员交谈。主要交談對象为陆军总参谋部战略科影佐禎昭大佐和陸軍副总参谋长多田駿。此人通過代信向國民政府陳述日本軍部想法为“表示希望與中國談判”。
1938年3月5日，此人返回香港與高宗武碰面，并前往内地將報告提交給周佛海，由後者將日方信件交予蔣介石。
1938年4月16日，高宗武返回香港，與西義章見面，轉告蒋介石对影佐禎昭來信的积极反应，並提出中方期望的談判架構與要求。要求日方需做到先承認中國主權，对于滿洲國與内蒙問題则希望延後談判。
1938年4月19日，西義章會見軍部，詢問是否允許高宗武直接前往日本東京會談。此時影佐禎昭態度突然轉變，表示目前不會與中國進行和談。西義章隨後返回香港，並向高宗武轉告了軍部一些“含糊不清的保證”。
蔣中正在得知后勃然大怒，命令高宗武停止與日本的接觸。

#### 汪精衛國民政府
1939年3月，高宗武与在日本九州大學留學時结识的松本教授見面。松本鼓勵高宗武在未得蔣介石許可的前提下，獨自一人前往日本執行外交任務。周佛海对此方案表示支持，並聲稱會對此次行動負責。
高宗武在日本进行了三周的活动，會見了日本戰時首相近衛文麿顧問犬养健等人。
1939年7月中旬，高宗武返回上海后將結果呈交周佛海。結核病復發后再次休養。周佛海、汪精衛隨後將談判結果告知蔣介石，再次遭到了蔣介石的駁斥。
1938年秋，高宗武結核病有所好轉，安排低調俱樂部會友——梅思平與松本教授聯係，松本將高的意圖轉告日本軍部。梅思平由此得知日方談判要求已變得相對寬鬆。
1938年11月3日，近衛文麿發表著名的第二次近衛聲明。该聲明聲稱，大日本帝國未對他國領土有任何覬覦之心，中日兩國理應聯合大東亞各國人民，重組“東亞新秩序”以反對西方帝國主義與蘇聯共產主義威脅。该声明進一步鼓舞了中方内部的主和派官員。
汪精衛的叛逃后，高宗武、周佛海，梅斯平赴上海與日方展開和談。高宗武團隊與日本代表討論了合約中的五個基本問題：
1. 中國承認滿洲國獨立
2. 對日賠款
3. 日本在華經濟特權
4. 日本治外法权
5. 日本軍全面撤出中國

谈判结果
1. 中國是否需承認滿洲國起初雙方各持一詞，最後還是決定承認滿洲國獨立。
2. 中方拒絕赔付任何战争赔款。
3. 同意日本開采華北自然資源，中方给与日方貿易最惠國待遇。
4. 日方承諾會加强審查日本人其域外特權。
5. 日本同意在平津地区部署出一支中日聯合反蘇部隊，並承諾兩年内于中國全面撤軍。[12][13]

兩個代表團針對汪精衛的叛逃達成了一致，認爲應幫助其籌組合作政府以分化敵對蔣介石政府的中國的影響力。
据高宗武後來所説，時任法國駐華大使亨利·科斯梅的言論影響了汪精衛的叛逃；科斯梅認爲，隨著日本實力逐漸增强，中國贏得這場戰爭的幾率微乎其微，因此必須與日本達成和議。
高宗武并不知道上海協議实际上并未受到日本政府的監督，下級軍官的決定。日本高層最終拒絕履行上海協議。大約在第三次近衛聲明后，近衛因總參謀部的壓力，承認协议无效，并在之後下野，由平沼骐一郎擔任政府首相，后者對汪籌組政府的意圖持觀望態度。
在汪精衛宣佈籌組合作政府之後，對華作戰持續派的高級軍官制定了更嚴厲的政策，同时因高宗武在上海會議中不退讓的态度開始有所不滿。高宗武本人此时也認爲汪精衛極有可能會成爲日本人的傀儡。
1939年5月、6月，汪精衛前往日本東京同高、周二人會和。日本軍部則在這次行程中，試圖盡可能地分開高汪兩人，高宗武甚至差點被日本軍官毒害，這一事件使高開始對日本不具好感。

#### 高陶事件
在1939年中期，日蘇邊境衝突結束后，汪精衛和平主義運動取得进展。日本的盟友德国与苏联签署了互不侵犯条约，亲軍部的平沼政府垮台，取而代之的是阿部信行政府。阿部承諾全面支持汪精衛籌組政府。1939年11月和12月，汪精衛与日本当局談判了有別於上海會議中所承諾的條款，取而代之的是由日本軍部主導並簽署的一系列不平等條約，就在那時，高宗武對日本感到絕望，並開始密謀出逃。
1940年元旦，高宗武和他的同伙陶希聖在上海青幫龍頭杜月笙的協助下出逃，後者也聯絡了蔣中正使其得知高即將歸國的消息，蔣后安排軍統局頭目戴笠參與幫助高宗武出逃的行動。高宗武將汪日密約的中文副本取走一份，並于1月5日抵达香港，在次日于大公報公佈汪日密約細節，譴責日本對中國的肢解企圖，並呼籲汪精衛重新思考與日本合作的必要性。上述即是轟動一時的高陶事件，在打擊汪精衛聲望的同時，也使当时重庆国府内部的一些和平主义者对日本绝望。

### 晚年
高陶兩人的“義舉”也受蔣中正的認可，取消了對他們的漢奸通緝。即使在抗日戰爭結束后，高宗武因在汪政權擔任外交部副部長的差遣，曾一度將其推上“漢奸罪審判”的风口浪尖；《伪廷幽影录》、《汪政权的开场与收场》等反汪書籍中，高宗武的名字頻率甚至超過了周佛海、陳公博等高官。但仍被國民政府赦免，不對其行爲作任何審判。最終高宗武移民美國，化名高其昌，靠炒股度過餘生。在其死後，所著回憶錄出版，成爲研究汪精衛和平運動的重要材料。

### 引用
1. 1 2 3  Boyle 1972，第170-171頁.
2. 1 2  Mitter 2013，第203頁.
3. ↑  Boyle 1972，第167頁.
4. 1 2  Mitter 2013，第207頁.
5. ↑  Boyle 2013，第172-173頁.
6. 1 2  Mitter 2013，第204頁.
7. ↑  Boyle 2013，第174-175頁.
8. ↑  Boyle 2013，第180-182頁.
9. ↑  Boyle 1972，第180-182頁.
10. ↑  Boyle 1972，第183頁.
11. ↑  Boyle 1972，第191-193頁.
12. ↑  Boyle 1972，第194-199頁.
13. ↑  Mitter 2013，第206頁.
14. ↑  Boyle 1972，第203-205頁.
15. ↑  Mitter 2013，第170-171頁.
16. ↑  Boyle 1972，第232-235頁.
17. ↑  Boyle 1972，第241-249頁.
18. ↑  Boyle 1972，第261-276頁.
19. ↑  Mitter 2013，第218頁.
20. 1 2  Boyle 1972，第277-280頁.
21. ↑  肖伊绯. . 中華讀書報. 2014-06-25  [2022-07-13]. （原始内容存档于2022-07-09）.
22. ↑  夏侯 2008，第前言頁.
23. 1 2  Mitter 2013，第380頁.

### 書籍
- Boyle, John H.  [1937-1945——中日戰爭：合作的政治学]. Stanford University Press. 1972. ISBN 0804708002 （英语）.
- Henriot, Christian.  [旭日東升陰影下——日佔時期的上海]. 英國: Cambridge University Press. 2004. ISBN 978-0521822213 （英语）.
- Mitter, Rana.  [被遗忘的盟友：1937-1945年——中國的二戰]. Houghton Mifflin Harcourt. 2013. ISBN 061889425X （英语）.
- 夏侯, 敘五. . 湖南教育出版社. 2008. ISBN 9787535558701.